# 河南广播电视台信息广播
河南广播电视台信息广播，又称乐龄1056，是河南广播电视台的一套以新闻、健康为主的广播频率。该频率开播于1994年6月8日，是河南省最早开办的专业广播频率之一。河南信息广播目前通过调频、中波覆盖河南全省及其周边地区。
2015年，该频率为重塑品牌形象，改版为“乐龄1056”，试图扭转其收听率较低的情况。新改版的“乐龄1056”以50岁以上的中老年人为核心收听人群，以“年轻态”为频率风格主调，主要面向中老年人播出资讯、戏曲、生活、文化等节目。但河南信息广播自从改版以来，开始大幅度增加医疗广告和生活购物类节目，逐渐沦为“卖药台”。

## 收听频率
- 郑州市、开封市、洛阳市:105.6 FM、603 AM
- 安阳市、鹤壁市:104.6 FM

## 另请参见
- 河南广播电视台
- 卖药台